# سويداء كتانية الأوراق
سويداء كتانية الأوراق (الاسم العلمي:Suaeda linifolia) هي نوع من النباتات يتبع جنس السويداء من الفصيلة القطيفية.

## مرادف
- الطرطيع الكتاني الأوراق (الاسم العلمي:Schanginia linifolia)